# Communauté de communes de Bénévent-Grand-Bourg
Pour les articles homonymes, voir Bénévent (homonymie).
La communauté de communes de Bénévent-Grand-Bourg est une communauté de communes française, située dans le département de la Creuse et la région Nouvelle-Aquitaine.

## Historique
Elle est créée le 13 juillet 2000. En 2017, les communautés de communes du Pays Dunois, du Pays Sostranien et de Bénévent-Grand-Bourg fusionnent pour former la communauté de communes Monts et Vallées Ouest Creuse. La fusion est annulée par décision du tribunal administratif le 31 décembre 2019.

## Territoire communautaire

### Composition
La communauté de communes est composée des 16 communes suivantes :

| Nom                    | Code Insee | Gentilé         | Superficie (km2) | Population (dernière pop. légale) | Densité (hab./km2) |
| ---------------------- | ---------- | --------------- | ---------------- | --------------------------------- | ------------------ |
| Le Grand-Bourg (siège) | 23095      | Grand-Bourgeois | 78,91            | 1 182 (2022)                      | 15                 |
| Arrènes                | 23006      | Arréniens       | 22,56            | 205 (2022)                        | 9,1                |
| Augères                | 23010      | Augerois        | 12,43            | 117 (2022)                        | 9,4                |
| Aulon                  | 23011      | Aulonais        | 10,86            | 163 (2022)                        | 15                 |
| Azat-Châtenet          | 23014      | Azarais         | 9,51             | 116 (2022)                        | 12                 |
| Bénévent-l'Abbaye      | 23021      | Bénéventins     | 11,56            | 767 (2022)                        | 66                 |
| Ceyroux                | 23042      |                 | 12,13            | 125 (2022)                        | 10                 |
| Chamborand             | 23047      | Chamborantais   | 11,18            | 243 (2022)                        | 22                 |
| Châtelus-le-Marcheix   | 23056      | Castelmarchois  | 43,2             | 310 (2022)                        | 7,2                |
| Fleurat                | 23082      | Fleuratois      | 12,3             | 307 (2022)                        | 25                 |
| Fursac                 | 23192      | Fursacois       | 59,03            | 1 433 (2022)                      | 24                 |
| Lizières               | 23111      | Liziérois       | 14,67            | 236 (2022)                        | 16                 |
| Marsac                 | 23124      | Marsacois       | 19,67            | 642 (2022)                        | 33                 |
| Mourioux-Vieilleville  | 23137      |                 | 25,2             | 523 (2022)                        | 21                 |
| Saint-Goussaud         | 23200      | Gonsaldiens     | 24,3             | 160 (2022)                        | 6,6                |
| Saint-Priest-la-Plaine | 23236      |                 | 21,9             | 256 (2022)                        | 12                 |

### Démographie
| 1968   | 1975  | 1982  | 1990  | 1999  | 2009  | 2014  | 2020  |
| ------ | ----- | ----- | ----- | ----- | ----- | ----- | ----- |
| 10 770 | 9 369 | 8 548 | 7 839 | 7 423 | 7 364 | 7 111 | 6 817 |

## Administration

### Siège
Le siège de la communauté de communes est situé au Grand-Bourg.

### Les élus
Le conseil communautaire de la communauté de communes se compose de 28 conseillers, représentant chacune des communes membres et élus pour une durée de six ans.
Ils sont répartis comme suit :
| Nombre de conseillers | Communes                      |
| --------------------- | ----------------------------- |
| 6                     | Fursac                        |
| 4                     | Le Grand-Bourg                |
| 3                     | Bénévent-l'Abbaye             |
| 2                     | Marsac, Mourioux-Vieilleville |
| 1 (+1 suppléant)      | les 11 autres communes        |

### Présidence
| Période                                  | Période      | Identité          | Étiquette | Qualité                             |
| ---------------------------------------- | ------------ | ----------------- | --------- | ----------------------------------- |
| Les données manquantes sont à compléter. |              |                   |           |                                     |
|                                          | 2014         | André Mavigner    |           | maire de Bénévent-l'Abbaye (2008→ ) |
| 2014                                     | juillet 2020 | Didier Bardet     | PS        | maire de Fleurat (1983→2020)        |
| juillet 2020                             | En cours     | Olivier Mouveroux | PCF       | Maire de Fursac (2020→ )            |

### Régime fiscal et budget
Le régime fiscal de la communauté de communes est la fiscalité professionnelle unique (FPU).